# IC 5267
IC 5267 је лентикуларна галаксија у сазвјежђу Ждрал која се налази на листи објеката дубоког неба у Индекс каталогу.
Деклинација објекта је - 43° 23' 45" а ректасцензија 22h 57m 13,7s. Привидна величина (магнитуда) објекта IC 5267 износи 10,5 а фотографска магнитуда 11,4. Налази се на удаљености од 26,077 милиона парсека од Сунца. IC 5267 је још познат и под ознакама ESO 290-29, MCG -7-47-7, AM 2254-434, IRAS 22543-4339, PGC 70094.